# 伊朗的伊斯兰化
伊朗的伊斯兰化进程自7世纪穆斯林征服（633年–654年）开始，是持续数百年的漫长过程。阿拉伯人的伊斯兰教最初并不被波斯人所接受，但经过漫长的穆斯林王朝统治，最终成为波斯人普遍信仰的宗教。在穆斯林征服之后，波斯人延续了旧有的语言和文化传统，并以伊斯兰教法的形式确立之。最后，波斯人的语言和文化传统同伊斯兰教信仰相结合，产生“伊朗伊斯兰”认同。
伊斯兰化为波斯社会的各个领域带来重大转变，包括文化、科学、政治结构等。波斯文学、哲学、科技、艺术迎来繁盛发展，成为伊朗伊斯兰文明的重要元素。波斯千年的文明传统，以及处在“世界文明交流十字路口”的关键地位，令波斯文明在伊斯兰黄金时代脱颖而出。

## 历史

### 伊斯兰化政策
在穆斯林征服之后，波斯进入了90年的伍麦叶王朝统治时代。阿拉伯征服者试图在国境范围内推崇阿拉伯语，努力令其变为征服地区的主要语言。总督哈查吉·伊本·优素福不满波斯语出现于底万内部，下令将征服地区的官方语言改为阿拉伯语，不惜以武力强制。由此而来的，也包括之后两三百年内对波斯语和波斯文化的暴力抑制，在阿布·法拉吉·伊斯法罕尼和比魯尼的著作中都有记载。然而，伊斯兰教在波斯的传播比较缓慢，此前流行的祆教传统没有立即消失。出生在巴格达的历史学家马苏第在穆斯林征服伊朗后记载道：“目前，祆教继续在伊朗的许多地区存在着，不仅较晚征服的地区（如塔巴里斯坦）是这样，那些早早成为穆斯林帝国行省的地区也是如此。几乎所有的伊朗行省内，都能发现祆教神庙，伊拉克、法尔斯、克尔曼、锡斯坦、呼罗珊、塔巴里斯坦、吉巴勒、阿塞拜疆、阿兰的诸多神庙都可见膜拜的信徒。”中世纪的地理学家也记载到伊朗境内的诸多祆教神庙，印证了马苏第的说法。

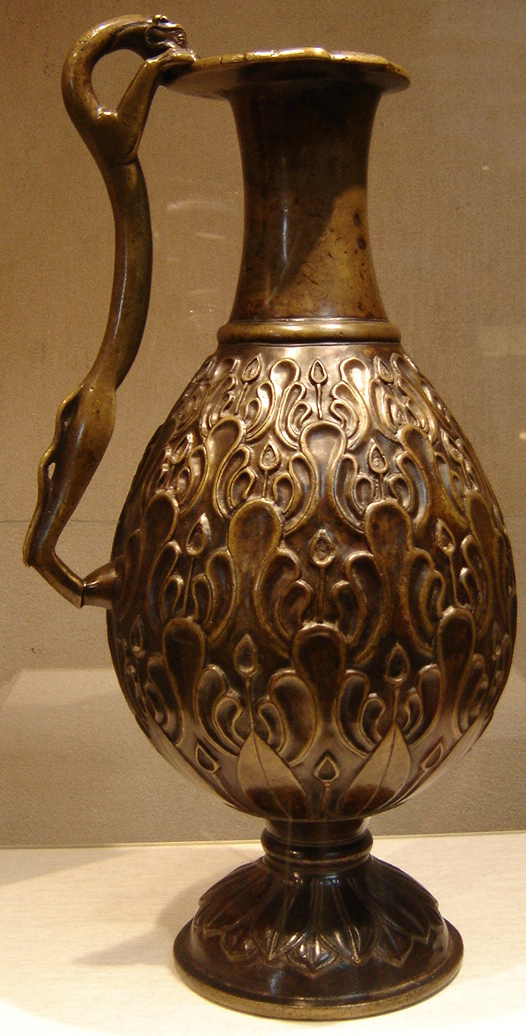
7世纪的波斯铜壶，是伊斯兰时代早期的波斯艺术作品，藏于大都會藝術博物館

许多学者认为，波斯的伊斯兰化在此期间进展缓慢是因为伍麦叶王朝并不热衷于传播伊斯兰教，而是要维持庞大的异教齐米（非伊斯兰教一神教信徒）税收。伊斯兰信仰被视为阿拉伯人的民族宗教，而且需要维持一种阿拉伯部落为主体、马瓦里为客体的形式关系。在被征服地区传播伊斯兰教反倒会因为异教徒税收的减少而危害地方财政，招致地方总督不满。在此期间皈依伊斯兰教的祆教徒例如阿卜杜拉·本·穆加法、法德尔·伊本·萨赫尔和瑙巴赫特·安瓦齐等。
在伍麦叶王朝终结之后，接续统治波斯的穆斯林王朝皆重拾波斯语和波斯文化传统。波斯和阿拉伯的统治者交流密切，尤其在萨曼王朝兴起后，统治者在一定程度上庇护阿拉伯语政策的同时，也推崇波斯语。在阿拔斯王朝统治时期，国家认同由阿拉伯帝国向伊斯兰帝国转变，原先庞大的异教人口得到一定程度的解放。930年前后，帝国颁布法令规定全体官僚必须是穆斯林。此外，在穆斯林征服之后，阿拉伯半岛的诸多部落民不断向新征服的领地迁徙，这也是后征服时代的一大特征。穆斯林在波斯的宗教政策较为宽松，改信伊斯兰教并非强制，但会带来一定特权，地主会得到额外的领地作为奖励；城市居民改信伊斯兰教的速度较乡间来得迅速。
伊斯兰教到9世纪才逐渐在伊朗普及。在手工业者中，祆教徒改信伊斯兰教的人数很多，因为这些行业常常要灭火，这在崇拜火焰的祆教教义中是不虔诚的。而且，祆教信仰和伊斯兰教有一定共同点，因此穆斯林传教士可以轻易传达伊斯兰教的许多教条，如阿胡拉·马兹达之于安拉，阿里曼之于伊布力斯。为顺利传教，传教者会以金钱奖励参与祷告的皈依者，而且准许他们以波斯语诵经，以便他人理解。后来萨曼王朝的统治者也是祆教贵族出身。也是在萨曼王朝的时代，逊尼派的伊斯兰教信仰传播到中亚腹地。古兰经的第一部波斯语完全译本也在9世纪的萨曼王朝时代面世。美国学者理查德·布利埃（Richard Bulliet）提出传教曲线，称在伍麦叶时代，非阿拉伯人口的皈依比率仅仅是10%，随后的阿拔斯时代有所上升，到9世纪中叶是40%，到11世纪达到80%。
因此，伊朗的伊斯兰化主要是在伍麦叶王朝之后，波斯地区涌现本地穆斯林王朝的时代达成的。这些王朝在传播信仰的同时，也重拾波斯语言和波斯文化传统。

### 社会关系
中东学家帕特里克·克劳森称：“伊朗人对于伍麦叶王朝的统治感到不耐烦，伍麦叶王朝兴起于传统的阿拉伯贵族，倾向于族内婚姻，支持民族分立，歧视伊朗人。阿拉伯人即使采纳了传统的伊朗官僚政治，也仍然将伊朗人划为二等人。”伊朗当代伊斯兰思想家莫尔塔扎·莫塔哈里写道：“如果稍加注意一些哈里发对阿拉伯人和非阿拉伯人的态度差别体现出的傲慢，以及阿里·本·阿比·塔利卜对伊斯兰平等的捍卫，真相便一清二楚。”
根据一些历史学者的描述，阿拉伯征服者营造了一种“拥有特权的统治贵族”，强调永不同马瓦里分享这种特权。有些统治者如哈查吉·伊本·优素福甚至将马瓦里视为蛮族，施加苛政，如通过身体刻印的手段威慑臣民。哈查吉的严刑苛政有许多文字记载存世，不过也有怀疑者指出这些记录可能是阿拔斯时代出于偏见的炮制。
这种动荡的局面和民族关系导致后来舒乌比耶运动兴起，以及后世王朝的波斯化举措。

### 波斯化浪潮
波斯人在改信伊斯兰教的过程中致力于复兴其独特的语言和文化，称为波斯化。阿拉伯人和突厥人在此期间都受到了波斯化的影响。在9世纪和10世纪，阿拉伯帝国内部的非阿拉伯人发起了反抗阿拉伯人特权的舒乌比耶运动，其许多支持者都是波斯人，也有埃及人和柏柏尔人。支持舒乌比耶运动的波斯人援引伊斯兰教种族平等的信条，主张保护波斯人的文化传统，反抗文化上的阿拉伯化。
阿拔斯王朝为赢取波斯人支持，取消了伍麦叶王朝对纳吾肉孜节的禁令，阿拔斯哈里发也青睐波斯语，以马蒙为代表。萨曼王朝的统治者自称是萨珊王朝斯帕巴德巴赫拉姆六世的后代。萨曼王朝是穆斯林征服后第一个波斯本土王朝，波斯文化在萨曼王朝统治期间迎来复兴。穆斯林征服后的第一位大诗人鲁达基就出生在萨曼时代，他的作品得到统治者的青睐。此后的加兹尼王朝虽然出自阿富汗地区，但也大力推崇波斯文化。什叶派的白益王朝也推行波斯化政策，重拾了萨珊王朝的诸多传统，还恢复了统治者的称呼“沙罕沙”（众王之王）。

### 波斯文化和伊斯兰文化的融合
"在各个文化领域都能看到伊朗人的作品，也包括阿拉伯语诗歌文学，伊朗诗人的阿拉伯语诗作对其做出重大贡献。从某种意义上，伊朗伊斯兰教是伊斯兰教的第二春，是一种全新的伊斯兰教，称为阿贾姆伊斯兰教（Islam-i Ajam）。后世在新地区和新民族中间传播的伊斯兰教实际上是这种伊斯兰教，如在突厥人之间，先是在中亚，后来在中东被称为土耳其的国度，当然也包括印度。奥斯曼土耳其人将伊朗文明的一种形式传播到了维也纳的城墙下。[...] 到13世纪蒙古大入侵时，伊朗伊斯兰教已不仅仅是伊斯兰教的重要组成部分，更是伊斯兰教本身最重要的元素了，数百年来主要的伊斯兰权力和文明的中心都坐落在伊朗境内，或是受伊朗强烈影响的地带。[...] 伊斯兰世界的中心由突厥和波斯国家掌控，其文化皆脱胎自伊朗文化。[...] 中世纪晚期至近代早期的主要的伊斯兰中心，一些政治和文化的双重中心，例如印度、中亚、伊朗、土耳其，都是这种伊朗文明的部分。尽管其中大部分地区使用各种形式的突厥语，以及其他本地语言，其经典和文化语言却是波斯语。阿拉伯语当然是经书和法律的语言，但波斯语是诗歌和文学的语言。”————伯納德·劉易斯
波斯文化对其征服者产生了很大影响。哈里发吸收了许多萨珊王朝的行政方式，如铸币，维齐尔和大臣职位，作为税收和津贴机构的底万等等。甚至很多波斯人自己就是行政官僚。阿拔斯王朝的行政管理模式公认模仿了萨珊王朝的方式。哈里发政权模仿了萨珊王朝的宫廷衣冠和仪式规制，伊斯兰建筑也大量借用波斯风格。伊朗人从一开始就表现出对阿拉伯语语源、语法、句法、词法、修辞、辞令的强烈兴趣，阿拉伯语不被视为外来语言，而是伊斯兰教的语言，因此阿拉伯语成为学术和宗教领域广泛接受的通用语，伊朗人的诸多哲学、历史、医学、数学、法律和神秘主义著作，无论是以阿拉伯语撰写，还是以波斯语撰写后译成阿拉伯语，皆是宗教信仰的缘故。伊朗人对阿拉伯学术和文学的贡献重大，贡迪沙普尔学院的影响力值得大书特书。
9世纪起，以阿拉伯字母的修改版本书写的新波斯语逐渐在伊朗东部形成，并兴盛于萨曼王朝的都城布哈拉。阿拔斯王朝大力推崇波斯语，令波斯语成为次于阿拉伯语之后的另一种伊斯兰通用语。几乎所有伊斯兰教派和学派的重要人物都是波斯人，或居住在波斯，例如著名的圣训收藏家谢赫萨杜格、谢赫库莱尼、伊玛目布哈里、伊玛目穆斯林、哈基姆·尼沙布里；伟大的教义学家谢赫图西、安薩里、法赫尔丁·拉齐、扎马赫沙里；伟大的医师、天文学家、逻辑学家、数学家、哲学家、科学家，如法拉比、伊本·西那、纳西尔丁·图西；伟大的苏菲派大师，如鲁米、阿卜杜勒·卡迪尔·吉拉尼等。伊斯兰黄金时代的成就可谓打着伊斯兰化的波斯文化的烙印。
1377年，阿拉伯社会学家伊本·赫勒敦在《历史绪论》中写道：“值得一提的是，除少数例外，绝大多数知识科学领域的穆斯林学者都不是阿拉伯人，因此语法学是由希伯维，以及之后的法尔西和扎贾吉（Az-Zajjaj）创立的。他们全都是波斯裔，发明了阿拉伯语的语法学。伟大的法学家都是波斯人。只有波斯人参与保存知识、撰写系统性学术著作的任务。因此，先知的话语成真了：‘如果学术悬在天国的最高处，波斯人会取到它。’不谙学术的阿拉伯人将之留给波斯人；在工艺品方面也是一样。只要波斯人和波斯、伊拉克、呼罗珊、河中的定居文化延续着，这一局面就会延续。”一位阿拔斯王朝哈里发甚至直言：“波斯人统治了千年，不需要阿拉伯人甚至一日。我们已经统治他们百年，却一刻也离不开他们。”

### 书目
- Foltz, Richard. . London: Oneworld publications. 2013. ISBN 978-1-78074-308-0.
- Hovannisian, Richard. . Cambridge: Cambridge University Press. 1998.
- Frye, Richard. . London: Weidenfeld and Nicolson. 1975.
- Fred Astren, "Karaite Judaism and Historical Understanding", Univ of South Carolina Press, February 1, 2004 (ISBN 1-57003-518-0).
- Tobin Siebers, "Religion and the Authority of the Past", University of Michigan Press, November 1, 1993 (ISBN 0-472-08259-0).
- Mottahedeh, Roy P., "The Shu'ubiyah Controversy and the Social History of Early Islamic Iran". International Journal of Middle East Studies（英语：International Journal of Middle East Studies）, Vol. 7, No. 2 (Apr., 1976), pp. 161–182.
- Jamshidian Tehrani, Jafar. . 2014  [2021-01-27]. ISBN 978-1500737306. （原始内容存档于2023-10-09）.